# Exechia tajimaensis
Exechia tajimaensis är en tvåvingeart som beskrevs av Toyohi Okada 1940. Exechia tajimaensis ingår i släktet Exechia och familjen svampmyggor. Inga underarter finns listade i Catalogue of Life.